# Charles Messier
Charles Messier, född 26 juni 1730 i Badonviller, Kungariket Frankrike, död 12 april 1817 i Paris, Kungariket Frankrike, var en fransk astronom.

## Biografi
Messier var först medhjälpare åt Delisle, sedan marinastronom och akademiker, upptäckte flera nya kometer (bland annat Lexells komet 1770) och publicerade många astronomiska och meteorologiska avhandlingar. 
Messiers stora astronomiska intresse var kometer. För att skilja på kometer och andra störande diffusa himmelsobjekt gjorde han en katalog över de som var orörliga. Denna katalog innehöll ursprungligen 45 objekt, numrerade i den ordning som de upptäckts. Messiers slutliga katalog innehöll 103 objekt men har långt efter hans död utökats till 110 objekt, då man kunnat påvisa att han har haft kännedom om de resterande. Messiers katalog kom att bli den första över nebulosor och diffusa himmelsobjekt, som paradoxalt nog används ännu i dag av astronomer, trots att det ursprungliga syftet var att eliminera störande element vid sökandet efter kometer.
Messier invaldes 1769 som utländsk ledamot nummer 69 av Kungliga Vetenskapsakademien.
Asteroiden 7359 Messier är uppkallad efter honom.

## Objekt i katalogen
- Se Messiers katalog.